# Plusiocalpe micans
Plusiocalpe micans är en fjärilsart som beskrevs av Saalmüller 1891. Plusiocalpe micans ingår i släktet Plusiocalpe och familjen trågspinnare. Inga underarter finns listade i Catalogue of Life.